# 西麻植站
西麻植站（日语：／ Nishi-oe eki */?）是一位於日本德島縣吉野川市，隸屬於四國旅客鐵道（JR四國）的鐵路車站，車站編號為B10，只停靠普通列車。

## 車站結構
設有單層木製站舍1座，與牛島站、阿波加茂站相近，屬較細規模，只設有候車大堂及舊站務室，由於很早期便已實行無人化，站務室的原入口已經被圍板所封閉，只留下閘口旁的出入口，也沒有加設自動售票機等設施。
只設有側式月台1座，設於站舍旁邊，列車不能在此交換。月台上除了在閘口前加設了上蓋外，就連月台的候車座椅也欠奉。但卻擁有比主要車站更長的月台，有效長度達7輛。列車停靠時，上行往德島方向為右側開門；下行往阿波池田方向為左側開門。

### 月台配置
| 路線    | 方向 | 目的地                                  | 備註 |
| ------- | ---- | --------------------------------------- | ---- |
| ■德島線 | 下行 | 阿波川島、穴吹、阿波池田方向            |      |
| ■德島線 | 上行 | 德島、直通■牟岐線至阿南、桑野、海部方向 |      |

## 歷史
- 1899年10月5日：開業。[3]。
- 1987年4月1日：日本國鐵分割民營化，車站的營運由JR四國繼承。

## 相鄰車站
四國旅客鐵道（JR四國）
■德島線
鴨島（B09）－西麻植（B10）－阿波川島（B11）